# 约纳通·皮特罗伊帕
约纳通·皮特罗伊帕（Jonathan Pitroipa，1986年4月12日—）是一名布基納法索足球運動員，擔任中場，現時效力阿聯酋職業足球聯賽球會艾查捷拉。
比度柏出身於布基納法索的球隊Planete Champion，2004年出國效力德國的弗賴堡足球俱樂部。2008年7月轉會至漢堡隊。
2006年9月22日，比度柏對菲爾特射入他在德國聯賽的首個進球，當時他效力弗賴堡。2009年4月4日，皮特罗伊帕在代表汉堡队对阵霍芬海姆的德甲联赛中打入个人的德甲首球。

## 外部連結
- Kicker.de 比度柏檔案 （页面存档备份，存于） （德文）
- Fussballdaten.de 比度柏檔案 （页面存档备份，存于） （德文）